# Acmeísmo
Acmeísmo se refere a um movimento literário modernista russo que tem origem na palavra grega akme ("cume", "ápice", "fastígio"). Ele ocorreu durante a Era de Prata russa. Trazia um certo espiritinovismo à poesia, em contrapartida a algumas tendências vanguardistas demolidoras, em prol da linguagem simples, clara e usual. Dois membros importantes deste movimento foram Anna Akhmatova e Osip Mandelstam.
O acmeísmo foi anunciado por Mikhail Kuzmin no seu ensaio Sobre a formosa claridade (1910). Os acmeístas defendiam a claridade apolínea através da sua revista Apollo em contraposição com o delírio dionisíaco propagado pelos poetas simbolistas russos como Andrei Beli ou Viatcheslav Ivanov. Por outras palavras, preferiam "a expressão direta através das imagens" à "intimação através dos símbolos".
No seu manifesto, A manhã do acmeísmo (1913), Osip Mandelstam definiu o movimento como "um anseio de cultura mundial", como "uma forma neo-clássica de modernismo com uma "continuidade cultural e do oficio poético", o que permitia situar entre os seus referentes poéticos Alexander Pope, Théophile Gautier, Rudyard Kipling, Innokenti Annenski e os poetas parnasianos. 
Entre os poetas mais importantes do acmeísmo estão Nikolai Gumilev, Osip Mandelstam, Mikhail Kuzmin, Anna Akhmatova e Georgi Ivanov. 